# 飞 (围棋)
飛是圍棋中的一種行棋方式，是指將棋下在原有己方棋子的斜側方向但彼此不接觸的情況（接觸稱作尖），且所下棋的四周沒有對方的棋子（否則稱作碰）但如果兩個己方棋子距離過遠則一般不稱作飛。

## 飛的種類
一般常用的飛可分作小飛、大飛、超大飛、象飛四種，狹義的飛也就僅指這四種。
- 小飛，呈日字型，類似於象棋的馬步的行棋，例如原有自己的棋子在(4,4)，下在（5, 6）、（6,5）、（3,5）、(5,3)等位置都是小飛。
- 大飛，呈目字型的行棋，例如原有棋子在星位(4,4)，下在(5,7)、(7,5)、(3,7)、(7,3)都屬於大飛。
- 超大飛，比大飛再多飛一格，例如原有棋子在(4,4)，下在(5,8)、(8,5)、(3,8)、(8,3)都屬於超大飛。
- 象飛，又稱相飛，呈田字型的飛，類似於象棋的象的走法，例如例如原有棋子在(4,4)，下在(2,6)、(6,2)、(6,6)、(2,2)都屬於象飛。但是象飛容易被對方在田字中心分斷，所以象飛不靈。

## 飛的運用
飛相較於尖、跳等下法而言，棋子間的連繫較差，容易被對方切斷，陣地較不穩固，但其行動速度較快，在擴張外勢和實地、包圍攻擊對手棋子，以及侵入對方領地時都是很常使用的手法。
各種飛的方式隨實際需要而運用，相較而言小飛最為堅實，而超大飛進度最快但聯繫最差，象飛則因對手可輕易穿象眼（下在象飛兩棋子中間的位置）來切斷二個棋子，因此僅在特定周圍局勢時才會使用。
20世代棋圈中也可用於棋手互稱。譬如擅長小飛的張姓棋手與李姓棋手切磋棋藝。若感相弈甚歡，會自稱李小飛。